# Lycorma meliae
Lycorma meliae é um inseto da infraordem Fulgoromorpha endêmico de Taiwan, com várias combinações de cores drasticamente diferentes, dependendo do estágio de vida. A espécie foi descrita em 1929 por Masayo Kato em Taiwan e é o único membro de seu gênero confirmado como nativo da ilha. Em 1929, um exemplar de L. meliae foi originalmente descrito como uma espécie separada, L. olivacea, também por Kato. Esses dois nomes de táxons foram declarados sinônimos emi 2023. A L. meliae passa por quatro estágios instares antes de atingir a fase adulta e, em geral, sobrevive apenas até o inverno.

## Taxonomia
A L. meliae é uma espécie do gênero Lycorma, da família Fulgoridae, subfamília Aphaeninae. As espécies desse gênero são encontradas na Ásia. A L. meliae, juntamente com seu sinônimo L. olivacea, foi descrita por Masayo Kato em Taiwan, em 1929. Embora inicialmente fossem vistas como duas espécies separadas, um relatório de 2023 na revista Zoological Studies concluiu que a L. meliae e a L. olivacea representavam dois estágios de vida diferentes da mesma espécie. Nessa reclassificação, L. olivacea foi redefinida como um sinônimo júnior.

## Descrição
Os machos têm um comprimento de corpo que varia de 22,2 a 28,5 milímetros. As fêmeas são maiores, com um comprimento de corpo que varia de 26,5 32,2 milímetros. O comprimento da asa anterior do macho (tégmen) varia de 18,9 a 25 milímetros; o comprimento da asa anterior da fêmea varia de 23,2 a 27,8 milímetros.
A cabeça é curta, larga e inclinada para cima; varia do marrom ao preto. A parte de trás da cabeça é marcada por duas projeções marrom-escuras, ambas com uma crista na parte de trás. Há também duas cristas longitudinais em cada lado delas. O clípeo é largo e o lábio é longo, mas não alcança o abdômen. As antenas são ambas amarelo-alaranjadas. O protórax e o mesonoto [en] são pretos, assim como o abdome. As margens dos tergitos abdominais são, às vezes, amarelo-alaranjado. Os 3/5 basais das asas anteriores variam de vermelho vivo a azul. Essas áreas são cobertas por manchas pretas e marrons que variam em tamanho e, às vezes, têm uma aparência de pó branco. O restante é coberto por um padrão reticulado de veias. As asas posteriores variam de rosa a azul-claro, geralmente com manchas marrons. O terço basal das asas posteriores é marrom. As pernas são geralmente marrom-escuras a pretas. Ao longo da maturação, as asas dianteiras passam por uma série de mudanças de cor: começam como vermelho vivo com manchas pretas, depois passam para marrom avermelhado, marrom, verde-escuro e terminam em azul-escuro, enquanto as manchas passam gradualmente de preto para branco.
Os órgãos genitais masculinos são formados pelo 9º, 10º e 11º segmentos abdominais. No nono segmento, a margem  anterior é côncava e as margens têm uma série de pequenas projeções. O 10º segmento é moderadamente convexo, e a seção apical é mais larga do que a seção basal, formando uma forma de V na vista lateral e um formato de U na vista superior. O 11º segmento é composto por um esternito que tem aproximadamente o dobro do tamanho do tergito. Esse segmento tem formato oval com ganchos nas margens laterais. Durante o acasalamento, os lóbulos podem se expandir até cinco vezes o comprimento da bainha, dobrando-se para trás e para baixo.
A L. meliae tem aparência semelhante e às vezes é confundida com a Lycorma delicatula [en], mas podem ser diferenciadas com base na coloração e na estrutura dos olhos.

## Ciclo de vida e ecologia

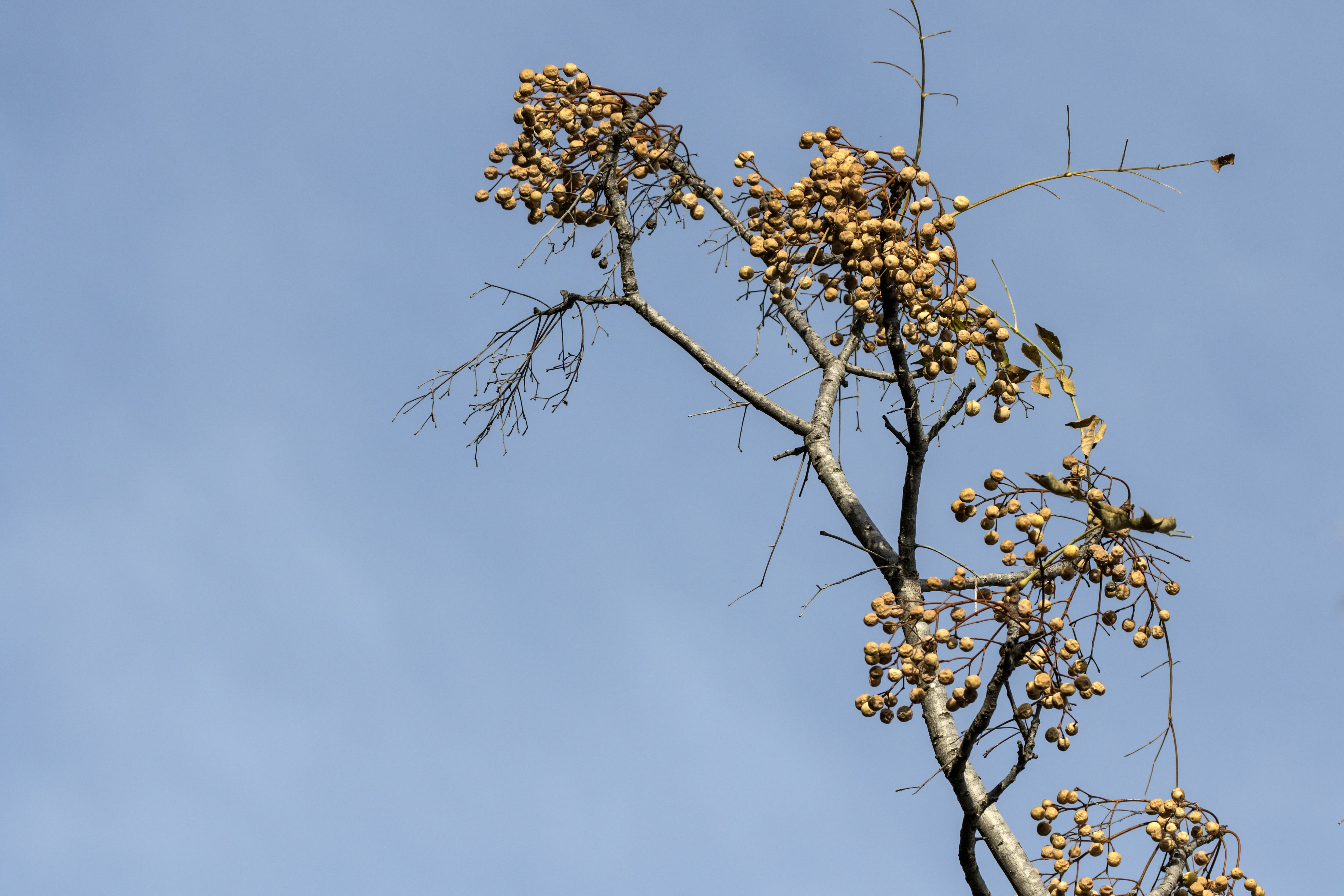
Melia azedarach, planta hospedeira de L. meliae

A L. meliae é hemimetabólica, o que significa que ela tem estágios ninfais antes de se tornar adulta, em vez de estágios larvais e pupais. A espécie deposita seus aglomerados de ovos, revestidos por uma camada de cera, durante o final do outono e início do inverno. Os ovos se desenvolvem até o final da primavera, quando as ninfas de L. meliae emergem, no total, elas passam por quatro estágios instares antes de atingir a fase adulta.
A árvore de cinamomo Melia azedarach é um hospedeiro conhecido da L. meliae. A Lycorma meliae, juntamente com o restante do gênero Lycorma, é parasitada pela vespa eupelmídea Anastatus orientalis e pela Dryinus sinicus, uma vespa  dryinídea.

## Distribuição e evolução
A Lycorma meliae é endêmica da ilha de Taiwan. O cladograma a seguir mostra a posição filogenética da L. meliae entre os membros selecionados da tribo Aphaeninae [en], com base na comparação do DNA mitocondrial:

|  | Lycorma meliae |
|  |                |
|  | L. delicatula  |
|  |                |

|  | \| \| Aphaena amabilis \| \| \| \| \| \| A. discolor \| \| \| \| |
|  |                                                                  |
|  | Aphaena amabilis                                                 |
|  |                                                                  |
|  | A. discolor                                                      |
|  |                                                                  |

|  | Aphaena amabilis |
|  |                  |
|  | A. discolor      |
|  |                  |

|  | Lycorma meliae |
|  |                |
|  | L. delicatula  |
|  |                |

|  | \| \| Aphaena amabilis \| \| \| \| \| \| A. discolor \| \| \| \| |
|  |                                                                  |
|  | Aphaena amabilis                                                 |
|  |                                                                  |
|  | A. discolor                                                      |
|  |                                                                  |

|  | Aphaena amabilis |
|  |                  |
|  | A. discolor      |
|  |                  |

|  | Lycorma meliae |
|  |                |
|  | L. delicatula  |
|  |                |

|  | \| \| Aphaena amabilis \| \| \| \| \| \| A. discolor \| \| \| \| |
|  |                                                                  |
|  | Aphaena amabilis                                                 |
|  |                                                                  |
|  | A. discolor                                                      |
|  |                                                                  |

|  | Aphaena amabilis |
|  |                  |
|  | A. discolor      |
|  |                  |

|  | Lycorma meliae |
|  |                |
|  | L. delicatula  |
|  |                |

|  | \| \| Aphaena amabilis \| \| \| \| \| \| A. discolor \| \| \| \| |
|  |                                                                  |
|  | Aphaena amabilis                                                 |
|  |                                                                  |
|  | A. discolor                                                      |
|  |                                                                  |

|  | Aphaena amabilis |
|  |                  |
|  | A. discolor      |
|  |                  |

|  | Lycorma meliae |
|  |                |
|  | L. delicatula  |
|  |                |

|  | \| \| Aphaena amabilis \| \| \| \| \| \| A. discolor \| \| \| \| |
|  |                                                                  |
|  | Aphaena amabilis                                                 |
|  |                                                                  |
|  | A. discolor                                                      |
|  |                                                                  |

|  | Aphaena amabilis |
|  |                  |
|  | A. discolor      |
|  |                  |

|  | Lycorma meliae |
|  |                |
|  | L. delicatula  |
|  |                |

|  | \| \| Aphaena amabilis \| \| \| \| \| \| A. discolor \| \| \| \| |
|  |                                                                  |
|  | Aphaena amabilis                                                 |
|  |                                                                  |
|  | A. discolor                                                      |
|  |                                                                  |

|  | Aphaena amabilis |
|  |                  |
|  | A. discolor      |
|  |                  |

|  | Lycorma meliae |
|  |                |
|  | L. delicatula  |
|  |                |

|  | \| \| Aphaena amabilis \| \| \| \| \| \| A. discolor \| \| \| \| |
|  |                                                                  |
|  | Aphaena amabilis                                                 |
|  |                                                                  |
|  | A. discolor                                                      |
|  |                                                                  |

|  | Aphaena amabilis |
|  |                  |
|  | A. discolor      |
|  |                  |

|  | Lycorma meliae |
|  |                |
|  | L. delicatula  |
|  |                |

|  | \| \| Aphaena amabilis \| \| \| \| \| \| A. discolor \| \| \| \| |
|  |                                                                  |
|  | Aphaena amabilis                                                 |
|  |                                                                  |
|  | A. discolor                                                      |
|  |                                                                  |

|  | Aphaena amabilis |
|  |                  |
|  | A. discolor      |
|  |                  |